# Трівія
Трі́вія (лат. Trivia; tres — три, via — дорога) — імення, яким римляни називали «тридоріжну» Гекату (грец. Тріодітіс), а також ототожнюваних з нею Діану (Артеміду) та Луну (Селену).